# Serena Gordon
Serena Mary Strathearn Gordon (Londra, 3 settembre 1963) è un'attrice britannica.

## Filmografia parziale

### Cinema
- GoldenEye, regia di Martin Campbell (1995)
- Diana & Me, regia di David Parker (1997)
- Il giardino di mezzanotte (Tom's Midnight Garden), regia di Willard Carroll (1999)
- La casa della gioia (The House of Mirth), regia di Terence Davies (2000)
- Natasha, regia di Jag Mundhra (2007)

### Televisione
- Queenie - La stella di Calcutta (Queenie) - miniserie TV, 2 episodi (1987)
- Tumbledown - film TV (1988)
- A Tale of Two Cities - miniserie TV, 2 episodi (1989)
- Kinsey - serie TV, 12 episodi (1991-1992)
- Riders - film TV (1993)
- Dancing Queen - film TV (1993)
- The House of Windsor - serie TV, 6 episodi (1994)
- Aristocrats - serie TV, 5 episodi (1999)
- Metropolitan Police (The Bill) - serie TV, 9 episodi (1996-2005)
- L'ispettore Barnaby (Midsomer Murders) - serie TV, 2 episodi (2002-2008)